# Pegagan Kidul
Pegagan Kidul is een bestuurslaag in het regentschap Cirebon van de provincie West-Java, Indonesië. Pegagan Kidul telt 6533 inwoners (volkstelling 2010).